# Marcus Rediker
Marcus Rediker, né le 14 octobre 1951 à Owensboro (Kentucky), est un historien, essayiste, universitaire et militant américain. C'est un spécialiste de l'histoire sociale de la marine et de la piraterie.

## Biographie
Marcus Rediker est diplômé de l'université du Commonwealth de Virginie en 1976, puis il étudie à l'université de Pennsylvanie où il obtient un doctorat d'histoire. Il enseigne ensuite à l'université de Georgetown de 1982 à 1994. Il vit à Moscou pendant une année (1984-1985).
Marcus Rediker est professeur de l'histoire atlantique et titulaire de la chaire du département d'Histoire à l'université de Pittsburgh.
Rediker se présente comme un historien d'extrême gauche qui s'est notamment intéressé à « l’histoire par le bas ».
Il est l'un des conseillers historiques de la série documentaire Les Routes de l'esclavage (2018). Ses enquêtes approfondies sur le sujet ont été utilisées pour réfuter les affirmations voulant que la dureté de la traite atlantique ait été exagérée, au moment de l'affaire Olivier Grenouilleau[réf. nécessaire].

## Travaux
Rediker a écrit plusieurs ouvrages sur les aspects sociaux de l'histoire maritime. Il considère les marins et les pirates du XVIIe siècle comme les précurseurs des mouvements anticapitalistes modernes. En 1987, il publie Between the Devil and the Deep Blue Sea: Merchant Seamen, Pirates, and the Anglo-American Maritime World, 1700–1750, ouvrage qui s'efforce de replacer la vie des équipages de navires nord-américains à l'intérieur de l'histoire sociale du travail. L'historien Alain Cabantous regrette néanmoins que le livre contienne « bien peu d'indications quantitatives qui parfois réduisent la portée de la démonstration », ainsi qu'une « systématisation idéologique » et « l'application un peu laborieuse d'un modèle marxiste très orthodoxe ».
Rediker s'est également intéressé à la traite négrière transatlantique.
Voulant faire prendre conscience de l'importance des mers dans l'histoire des peuples, il forge l'expression terracentrisme, pour dénoncer ceux qui ne pensent qu'à partir de la terre, comme si les mers et océans n'étaient que des espaces vides et sans histoire.
En 2002, Rediker publie, en collaboration avec Peter Linebaugh, L'hydre aux mille têtes : l'histoire cachée de l'Atlantique révolutionnaire. L'historien américain Howard Zinn a salué le livre en affirmant : « C'est un ouvrage merveilleux dans lequel Rediker et Linebaugh ont retrouvé l'histoire oubliée de la résistance au capitalisme sur les deux rives de l'Atlantique. »
En 2017 est édité son livre Les hors-la-loi de l'Atlantique (Outlaws of the Atlantic, 2015) qui soutient que le système politique sur les navires flibustiers est égalitaire et peut permettre de penser des alternatives au capitalisme.

## Distinctions
- Merle Curti Social History Book Award (1988)
- John Hope Franklin Book Prize de  (1988)
- International Labor History Book Prize de l'Organization of American Historians (2001)
- Distinguished Lecturer, de l'Organization of American Historians (2002-2008)
- Fellow du National Endowment for the Humanities (2005–2006)
- Fellow de l'American Council of Learned Societies (2005–2006)
- George Washington Book Prize (2008)
- Merle Curti Award de l'Organization of American Historians (2008)

## Publications

### En anglais
- Between the Devil and the Deep Blue Sea: Merchant Seamen, Pirates, and the Anglo-American Maritime World, 1700–1750 (1987)
- Who Built America? Working People and the Nation’s Economy, Politics, Culture, and Society, Volume 1 (1989)
- avec Peter Linebaugh: The Many-Headed Hydra: Sailors, Slaves, Commoners, and the Hidden History of the Revolutionary Atlantic (2000)
- Villains of All Nations: Atlantic Pirates in the Golden Age (2004)
- editor with Emma Christopher and Cassandra Pybus: Many Middle Passages: Forced Migration and the Making of the Modern World (2007)
- The Slave Ship: A Human History (2007)
- The Amistad Rebellion: An Atlantic Odyssey of Slavery and Freedom (2012)
- Outlaws of the Atlantic: Sailors, Pirates, and Motley Crews in the Age of Sail (2015)
- The Fearless Benjamin Lay: The Quaker Dwarf Who Became the First Revolutionary Abolitionist (2017)

### Traductions en français
- Les Forçats de la Mer : Marins, marchands et pirates dans le monde anglo-américain (1700-1750) [« Between the Devil and the Deep Blue Sea: Merchant Seamen, Pirates, and the Anglo-American Maritime World, 1700–1750 »] (trad. de l'anglais), Paris, Libertalia, 2010, 451 p. (ISBN 978-2-918059-01-1)
- L'hydre aux mille têtes : L'histoire cachée de l'Atlantique révolutionnaire [« The Many-Headed Hydra: Sailors, Slaves, Commoners, and the Hidden History of the Revolutionary Atlantic »] (trad. de l'anglais), Paris, Éditions Amsterdam, 2008, 519 p. (ISBN 978-2-35480-036-9)
- Pirates de tous les pays : l'âge d'or de la piraterie atlantique, 1716-1726 [« Villains of All Nations: Atlantic Pirates in the Golden Age »] (trad. de l'anglais), Paris, Libertalia, 2008, 278 p. (ISBN 978-2-9528292-7-4)
- A bord du négrier : Une histoire atlantique de la traite [« The Slave Ship: A Human History »] (trad. de l'anglais), Paris, Seuil, 2013, 548 p. (ISBN 978-2-02-109290-5)
- Les Révoltés de l'Amistad : Une odyssée atlantique (1839-1842) [« The Amistad Rebellion: An Atlantic Odyssey of Slavery and Freedom »] (trad. de l'anglais), Paris, Seuil, 2015, 416 p. (ISBN 978-2-02-121316-4)
- Les hors-la-loi de l'Atlantique : Pirates, mutins et flibustiers [« Outlaws of the Atlantic: Sailors, Pirates, and Motley Crews in the Age of Sail »] (trad. de l'anglais), Paris, Seuil, 2017, 304 p. (ISBN 978-2-02-127941-2)
- Un activiste des Lumières : Le destin singulier de Benjamin Lay [« The Fearless Benjamin Lay: The Quaker Dwarf Who Became the First Revolutionary Abolitionist »] (trad. de l'anglais), Paris, Seuil, 2019, 288 p. (ISBN 978-2-02-127942-9)

Préface
Daniel Defoe, Libertalia : une utopie pirate, préface de Marcus Rediker, Libertalia, 2012.